# Meslin
Meslin (tiếng Breton: Melin) là một xã của tỉnh Côtes-d’Armor, thuộc vùng Bretagne, tây bắc Pháp.

## Dân số
Người dân ở Meslin được gọi là Meslinois.